# Tocumbo

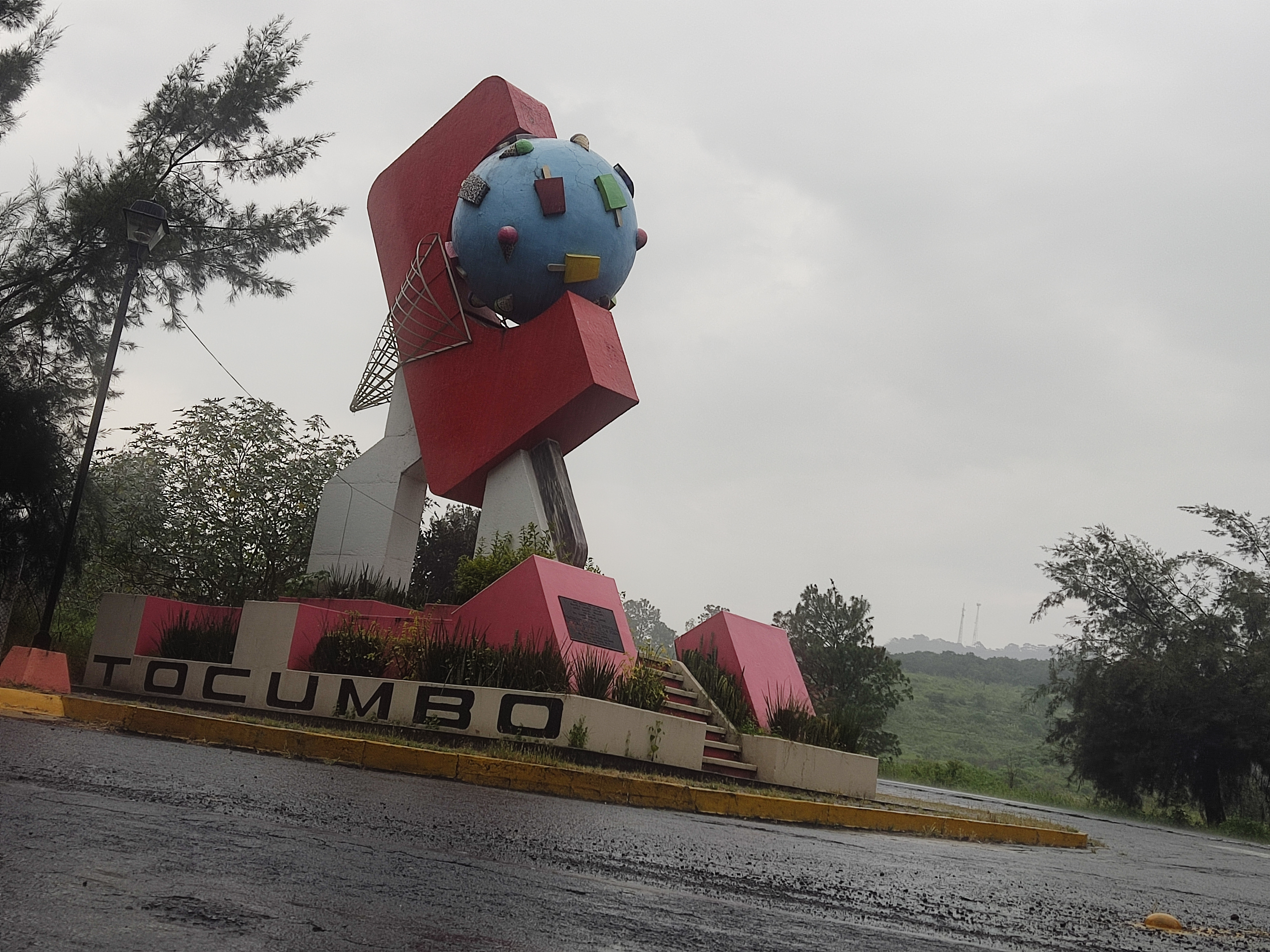
Monumento a la paleta en Tocumbo.

Tocumbo es una localidad en el estado mexicano de Michoacán de Ocampo, cabecera del municipio homónimo.

## Toponimia
El nombre «Tocumbo» proviene de la palabra indígena jugcumba que se interpreta como ‘pinabete’.

## Ubicación
La ciudad de Tocumbo se encuentra aproximadamente en la ubicación 19°42′8″N 102°31′23″O / 19.70222, -102.52306, a una altitud de 1607 m s. n. m., y a una distancia de 196 km de la capital del estado.

## Demografía
Según los datos registrados en el censo de 2020, la población de Tocumbo es de 1889 habitantes, lo que representa un crecimiento promedio de 0.50 % anual en el período 2010-2020 sobre la base de los 1799 habitantes registrados en el censo anterior. Ocupa una superficie de 3.150 km², lo que determina al año 2020 una densidad de 599,6 hab/km².
| Gráfica de evolución demográfica de Tocumbo entre 2000 y 2020     |
|                                                                   |
| Fuente: Instituto Nacional de Estadística Geografía e Informática |

La población de Tocumbo está mayoritariamente alfabetizada (6.93 % de personas mayores de 15 años analfabetas, según relevamiento del año 2020), con un grado de escolaridad en torno a los 7 años. Solo el 0.05 % se reconoce como indígena. El 95.1% de los habitantes de Tocumbo profesa la religión católica.
En el año 2010 estaba clasificada como una localidad de grado medio de vulnerabilidad social. Según el relevamiento realizado, 838 personas de 15 años o más no habían completado la educación básica —carencia conocida como rezago educativo—, y 775 personas no disponían de acceso a la salud.

## Economía
Las principales actividades de la población son el comercio y la elaboración de productos manufacturados.